# Masa (Marruecos)
Masa (en francés: Massa) es una comuna rural de Marruecos, en la provincia de Chtouka-Aït Baha, región de Sus-Masa.
Como comuna rural, tiene un núcleo urbano y un número importante de aduares, que dependen de este. Su territorio está atravesado por el río Masa y tiene un área de costa atlántica que se sitúa en el Parque nacional de Sus-Masa.

## Historia
Pudo tener cierta importancia como centro económico durante la antigüedad y es posible que el pueblo de Masa tuviera origen en un establecimiento fenicio denominado Mélita fundado por Hannón el Navegante en su periplo. 
Más tarde, entra en la historia del islam cuando el conquistador Uqba ibn Nafi llega a sus costas y establece el límite occidental de su expansión en el norte de África.

## Economía
Se trata de un municipio principalmente agrícola, gracias a los cultivos en las orillas del río Masa, pero los aduares costeros también practican la pesca artesanal. El ganado menor aprovecha los secos pastos mientras que el bovino se alimenta de forraje producido localmente y se emplea para la producción de leche.
La belleza de los paisajes atrae a un cierto número de turistas del cercano polo de Agadir, y la presencia del parque nacional, con la posibilidad de observación de aves y de disfrutar de otras actividades en la desembocadura del Masa, así como las playas y acantilados costeros, de gran belleza, tienen un importante valor para el desarrollo del ecoturismo. Este ya ha comenzado potenciado por la dirección del parque nacional.